# Alina Marti
Alina Marti (* 23. April 2004 in Bleienbach) ist eine Schweizer Eishockeyspielerin und Mitglied der Schweizer Eishockeynationalmannschaft der Frauen.

## Karriere

### Vereine
Die ersten Schritte auf dem Eis machte Alina Marti beim SC Langenthal (SCL). Ab der Saison 2018/19 kam sie neben Spielen mit den SCL-Junioren auch zu ersten Einsätzen bei den ZSC Lions Frauen in der SWHL-A, der höchsten Schweizer Fraueneishockeyliga.
Alina Marti spielte während mehrerer Saisons beim Schweizer Eishockeyclub ZSC Lions Frauen und holte mit den Züricherinnen 2022, 2023 und 2024 den Schweizer Meistertitel.
Im Februar 2025 wurde bekannt gegeben, dass Alina Marti auf die Saison 2025/26 von den ZSC Lions Frauen zum EV Zug wechselt.

### International
Marti debütierte mit 17 Jahren für die Schweizer Eishockeynationalmannschaft an der Weltmeisterschaft 2021. Im Februar 2022 war sie mit ebenfalls 17 Jahren jüngste Schweizer Teilnehmerin der Olympischen Spiele 2022. Zudem  stand sie auch im Schweizer Aufgebot an den Weltmeisterschaften  2022,  2023,  2024 und  2025. An der Women’s Euro Hockey Tour 2024 konnte Alina Marti aus medizinischen Gründen nicht teilnehmen.

## Erfolge und Auszeichnungen
- 2022 Schweizer Meister mit den ZSC Lions Frauen
- 2023 Schweizer Meister mit den ZSC Lions Frauen
- 2024 Schweizer Meister mit den ZSC Lions Frauen